# 錫貝戈 (緬因州)
錫貝戈（英語：Sebago）是一個位於美國緬因州坎伯蘭縣的市鎮。

## 人口
根據2020年美國人口普查的數據，錫貝戈的面積為126.73平方千米，當中陸地面積為84.85平方千米，而水域面積為41.88平方千米。當地共有人口1911人，而人口密度為每平方千米15人。